# Gredstedbro
Gredstedbro is een plaats in de Deense regio Zuid-Denemarken, gemeente Esbjerg, en telt 1019 inwoners (2007).